# Collegio di Rhondda and Ogmore
Rhondda and Ogmore è un collegio elettorale gallese, rappresentato alla Camera dei Comuni del Parlamento del Regno Unito. Elegge un membro del Parlamento con il sistema first-past-the-post, ossia maggioritario a turno unico; l'attuale parlamentare è Chris Bryant, del Partito Laburista, eletto nel 2024.

## Estensione
Il collegio è costituito dalle seguenti aree:
- i ward del distretto di contea di Rhondda Cynon Taf di Cwm Clydach, Cymmer, Ferndale and Maerdy, Gilfach Goch, Llwyn-y-Pia, Pentre, Pen-y-Graig, Porth, Tonypandy, Tonyrefail East, Tonyrefail West, Trealaw, Treherbert, Treorchy, Tylorstown and Ynyshir e Ystrad, che in precedenza erano nei collegi di Rhondda, Ogmore, Pontypridd;
- i ward del distretto di contea di Bridgend di Blackmill, Garw Valley, Nant-y-moel e Ogmore Vale, che in precedenza erano nel collegio di Ogmore.[1]

## Membri del parlamento
| Elezione | Elezione | Deputato     | Partito   |
| -------- | -------- | ------------ | --------- |
|          | 2024     | Chris Bryant | Laburista |

## Risultati elettorali

### Elezioni negli anni 2020
| Partito                    | Partito                                      | Candidato                  | Risultati 4 luglio 2024 | Risultati 4 luglio 2024 |
| Partito                    | Partito                                      | Candidato                  | Voti                    | %                       |
| -------------------------- | -------------------------------------------- | -------------------------- | ----------------------- | ----------------------- |
|                            | Laburista                                    | Chris Bryant               | 17 118                  | 47,81                   |
|                            | Reform UK                                    | Darren James               | 9 328                   | 26,05                   |
|                            | Plaid Cymru                                  | Owen Cutler                | 5 198                   | 14,52                   |
|                            | Conservatore                                 | Adam Robinson              | 2 050                   | 5,73                    |
|                            | Verde                                        | Christine Glossop          | 1 177                   | 3,29                    |
|                            | Lib Dem                                      | Gerald Francis             | 935                     | 2,61                    |
|                            |                                              |                            |                         |                         |
| Iscritti                   | Iscritti                                     | Iscritti                   | 74 493                  | 100,00                  |
| ↳ Votanti (% su iscritti)  | ↳ Votanti (% su iscritti)                    | ↳ Votanti (% su iscritti)  | 35 806                  | 48,07                   |
| ↳ Astenuti (% su iscritti) | ↳ Astenuti (% su iscritti)                   | ↳ Astenuti (% su iscritti) | 38 687                  | 51,93                   |
|                            |                                              |                            |                         |                         |
|                            | Esito: collegio a Laburista (nuovo collegio) |                            |                         |                         |